# San Mateo de Gállego
San Mateo de Gállego és un municipi d'Aragó situat a la província de Saragossa i enquadrat a la comarca de Saragossa. El 2023 tenia 3.439 habitants.